# Pleiße
De Pleiße is een rivier in Duitsland
De rivier stroomde oorspronkelijk met een lengte van ongeveer 115 kilometer door Saksen en Thüringen en kwam bij de stad Leipzig in de Weiße Elster uit. De bron ligt bij Lichtentanne ten zuidwesten van Zwickau. De rivier is echter gekanaliseerd en ten zuiden van Leipzig rechtgetrokken en is nu nog zo'n 90 kilometer lang.
Steden aan de rivier (vanaf de bron):
- Ebersbrunn (bron)
- Werdau
- Neukirchen/Pleiße
- Crimmitschau
- Ponitz
- Gößnitz
- Saara
- Ehrenberg
- Nobitz
- Windischleuba
- Trebe
- Serbitz
- Regis-Breitingen
- Deutzen
- Lobstädt
- Rötha
- Böhlen
- Großdeuben
- Gaschwitz
- Markkleeberg
- Leipzig: Dölitz, Connewitz

- Gemeinsame Normdatei: 4664945-1
- Virtual International Authority File: 243196782